# Natrij
Natrij je kemijski element atomskog (rednog) broja 11 i atomske mase 22,98976928(2). U periodnom sustavu elemenata predstavlja ga simbol Na.

Sodik je stari hrvatski naziv za natrij.

## Osobine i neka fizikalna i kemijska svojstva
Natrij (prema arap.: salitra, lat.:natrium), je kemijski element iz grupe alkalijskih elemenata, s jednim stabilnim izotopom (maseni br.23).

Natrij je najčešći i najpoznatiji među alkalijskim metalima. Pripada prvoj skupini elemenata PSE (alkalijski metali). Naziv alkalijski potječe od arapske riječi „al quili“, što znači biljni pepeo, jer pepeo sadrži mnogo natrijeva i kalijeva karbonata. Naziv natrij je dobio po arapskoj riječi natron, što znači sredstvo za pranje.

Elektronska mu je konfiguracija 1s2 2s2 2p6 3s1.
Elementarni natrij vrlo je mekan srebrnobijeli metal modrikasta sjaja poput olova, te se vrlo lako zbog male tvrdoće može rezati nožem.
Izgledom ne podsjeća na metale poznate iz svakidašnjeg života, kao što su: željezo, bakar, zlato, olovo i drugi. Na svježem je prerezu sjajne srebrnobijele boje.
Na svježem prerezu srebrnasti sjaj brzo nestaje jer reakcijom s kisikom, Ugljikovim dioksidom i vodenom parom iz vlažnog zraka nastaje natrijev hidrogenkarbonat:
4 Na(s) + O2(g) + 4 CO2(g) + 2 H2O → 4 NaHCO3(s)
Talište mu je na 98 °C. Zagrijavanjem se brzo rastali i poprimi oblik kuglice. Gorenjem natrija na zraku nastaje natrijev peroksid.
Burno reagira s vodom (čak i ledom), pri čemu nastaje natrijev hidroksid, odnosno natrijeva lužina i vodik (koji sa zrakom može stvoriti eksplozivni plin praskavac) prema jednadžbi:
2 Na(s) + 2 H2O → 2 Na+ + 2 OH- + H2(g)
Osim što brzo oksidira kad se izreže, žestoko i burno reagira s vodom uz stvaranje hidroksida i razvijanje vodika, koji se zbog velike egzotermnosti reakcije može spontano zapaliti.
Zbog svoje velike reaktivnosti, nepostojanosti na zraku jer se prevlači slojem hidroksida, čuva se u petroleju ili parafinskom ulju, kao i litij i kalij.
Zagrijan, na vlažnom zraku izgara intenzivno žutim plamenom, pri čemu nastaje peroksid (Na2O2).
Burno reagira i s halogenim elementima, sumporom, kiselinama i mnogim anorganskim i organskim spojevima, lako s vodikom, redukcijsko je sredstvo pri dobivanju metala (posebno prijelaznih) iz njihovih spojeva.

Pri sobnoj temperaturi reagira s fluorom, ali ne reagira s dušikom, argonom, bromom i jodom.

Dobro se otapa u tekućem amonijaku, sumporovom(IV) oksidu, živi i rastaljenim metalima, npr. olovu, cinku i kositru.

Topljiv je u ukapljenom amonijaku, pri čem nastaje intenzivno modra otopina velike električne provodnosti. Otapanjem u amonijaku nastaje crvena otopina također dobre provodnosti električne struje. Razrijeđene otopine u amonijaku su plave boje.

Natrij se ne otapa u mineralnim uljima i ugljikovodicima, već s njima stvara koloidne disperzije.

Tvori niskotaljive slitine s drugim alkalijskim metalima; slitina (-78 °C). Legira se i s mnogim drugim metalima; sa živom tvori 7 amalgama različita sastava.
Ima prostorno centriranu kubičnu strukturu. Pri temperaturama iznad vrelišta dio natrijevih para nalazi se u obliku dvoatomnih molekula Na2. Tipična metalna svojstva natrija očituju se u velikoj toplinskoj i električnoj vodljivosti, malom specifičnom električnom otporu i niskoj elektronegativnosti koja je uzrok vrlo velikoj kemijskoj reaktivnosti.
Zapaljiv je, a kod gorenja zrači intenzivnu, skoro monokromatsku, žutu svjetlost. Spektroskopskom analizom zračenja para natrija utvrđeno je da u vidljivom dijelu spektra ima samo dvije, vrlo bliske, emisijske linije žute boje koje se u početku nisu mogle niti razlučiti.
U prirodi je natrij vrlo raširen, a zbog velike reaktivnosti u prirodi ga nalazimo isključivo u spojevima. Prijeko je potreban sastojak živih organizama.
Natrij je otkrio/izolirao engleski kemičar Sir Humphry Davy (1807.g.) na Kraljevskom Institutu u Londonu, dobivši ga elektrolizom rastaljena natrijeva hidroksida.

## Rasprostranjenost
Natrij je najrašireniji alkalijski metal i pripada najčešćim elementima u prirodi. U Zemljinoj kori je maseni udio natrija 2,83%, što će reći da je šesti element po zastupljenosti. Ovog elementa ima u Zemljinoj kori toliko mnogo i toliko je rasprostranjen da je vrlo teško naći uzorak neke tvari (materije) u kojem se, bar u tragovima ne nalazi poneki spoj natrija.
Pojavljuje se samo u obliku spojeva, sastojak je mnogih stijena i minerala, i to alumosilikata (natrijev glinenac, NaAlSi3O8), kamene i morske soli (natrijev klorid, NaCl), čilske salitre (natrijev nitrat, NaNO3), Glauberove soli (natrijev sulfat, Na2SO4 x 10H2O), kriolita (Na3AlF6), boraksa (natrijev tetraborat) i dr.
Goleme količine natrijeva klorida nalaze se otopljene u moru, čineći gotovo 80% od ukupne količine svih u njemu otopljenih tvari. U svjetskim je oceanima oko 14 000 000 000 000 000 tona tog elementa - more je otopina uglavnom natrijevog klorida (kuhinjske soli).
Osobito njime se bogate i eruptivne stijene. U količinama većima od tragova natrij se nalazi u zvijezdama i Suncu.

## Proizvodnja i dobivanje prije i sad
Komercijalna proizvodnja elementarnog natrija započela je 1854.g.
Zbog negativnog redukcijskog potencijala, elementarni natrij se ne može dobiti elektrolizom iz vodenih otopina, već elektrolizom taline njegovog hidroksida ili klorida (NaOH, NaCI). Zato se mora upotrijebiti elektroliza taline nekog natrijeva spoja i sav natrij koji se danas proizvodi dobiva se na ovaj način. Kao prikladni spojevi, iz čijih talina bi se mogao elektrolizom dobiti metalni natrij, dolaze u obzir natrijev hidroksid i natrijev klorid. Premda su se svojedobno oba ta postupka upotrebljavala za dobivanje metalnog natrija, danas, iz ekonomskih razloga, sve više prevladava elektroliza taline natrijevog klorida. Dobivanje elementarnog natrija pripada među najdelikatnije elektrometalurške procese, osobito s obzirom na veliku reaktivnost produkata na temperaturama pri kojima se oni stvaraju.

Prednost postupka s hidroksidom jest u niskom talištu ovog spoja (318 °C), zbog čega je potrebno trošiti manje energija za održavanje elektrolita u rastaljenom stanju. Procesi na elektrodama jesu ovi:
Katoda: 4Na+ + 4e- --> 4 Na(I)
Anoda: 4OH- --> O2(g) + 2H2O + 4e-
Voda oslobođena na anodi difundira kroz elektrolit i dolazi u kontakt s elementarnim natrijem na katodi, što dovodi do gubitaka već izlučenog natrija:
2Na(I) + 2 H2O --> 2NaOH(I) + H2(g)
Ta reakcija može se znatno zakočiti ako se na neki način spriječi difuzija vode kroz elektrolit. Jedan od načina je stvaranje zone od čvrstog NaOH u elektrolitu, što se postiže hlađenjem. Moguće su i druge sekundarne reakcije na katodi (natrij reagira s anodnim ili atmosferskim kisikom). Sve one uzrokuju gubitak izlučenog natrija pa, prema tome, i povećani utrošak energije. Konačno, najveći je nedostatak ovog postupka visoka cijena natrijeva hidroksida.

Kod elektrolize taline natrijeva klorida elektrodne reakcije su ove:
Katoda: 2Na+ + 2e- --> 2 Na(I)
Anoda: 2Cl- --> Cl2(g) + 2e-
Tim se postupkom ne dobiva voda, pa je iskorištenje struje veće. Druga velika prednost ovog postupka je upotreba i anodnog produkta. Konačno, natrijev klorid je znatno jeftiniji od natrijevog hidroksida. Na žalost, ovaj postupak ima i svoju nepovoljnu stranu. To je u prvom redu visoko talište natrijevog klorida (806 °C), pa se pri toj temperaturi, zbog isparavanja, gube velike količine izlučenog natrija. Mogućnost reagiranja produkata elektrolize također je velika, posebno kod tako visokih temperatura. Konačno, da bi se elektrolit održavao u rastaljenom stanju pri tako visokoj temperaturi, potreban je i veći utrošak energije. Srećom, ti nepovoljni čimbenici mogu se znatno ublažiti. Talište elektrolita može se smanjiti na otprilike 600 °C dodatkom dovoljnih količina kalcijeva klorida. Prikladnom konstrukcijom ćelije i upotrebo dijafragme sprečava se reakcija između produkata elektrolize i gubitak natrija isparavanjem. Sve to čini da je utrošak energije po toni proizvedenog natrija otprilike jednak za oba procesa (oko 15 MWh) i pored nižeg tališta NaOH. Jeftinija sirovina i mogućnost upotrebe klora čini danas elektrolizu taline natrijeva klorida postupkom koji sve više prevladava u dobivanju metalnog natrija.
Industrijska primjena Davyjeve metode elektrolize taline natrijevog hidroksida počela 1891.g., kada je H.Y. Castner patentirao elektrolitičku ćeliju. Na anodi se izlučuje kisik (pri čemu nastaje i voda), a na katodi se izlučuje natrij koji se djelomično gubi jer voda oslobođena na anodi difundira kroz elektrolit i dolazi u kontakt s elementarnim natrijem razvijajući vodik prevodeći natrij ponovno u natrijev hidroksid. Ova reakcija može se znatno usporiti ako se spriječi difuzija vode kroz elektrolit. Jedan od načina je stvaranje zone od čvrstog NaOH u elektrolitu što se postiže hlađenjem. Prednost ovog postupka je u niskom talištu natrijevog hidroksida (-318 °C) zbog čega je potrebno manje energije za održavanje elektrolita u rastaljenom stanju. Nedostaci ovog postupka su gubitak dijela izlučenog natrija, kratak vijek trajanja elektroda i ćelija te visoka cijena NaOH.
Postupak proizvodnje natrija elektrolizom taline NaCI uveden je 1921. g. kada je američka tvrtka Rossler Hasslacher Chemical & Co. u Niagara Fallsu patentirala Downsovu ćeliju za elektrolizu. Ona se sastoji od kotla načinjenog od vatrostalnih opeka u koji s donje strane ulazi anoda od grafita, a katoda je željezni valjak koji prstenasto okružuje anodu. Anoda je odozgo pokrivena zvonom od željeznog lima kroz koje se plinoviti klor odvodi na čišćenje u spremnike. Anodni prostor je od katodnog odvojen dijafragmom.
Budući da NaCI ima visoko talište (801 °C), dodaje mu se CaCl2 koji ga snižava na ok 600 °C. Zbog toga se na katodi, pored natrija, izlučuje i kalcij. Nastali tekući natrij, koji im manju gustoću od taline, ispliva na površinu taline iznad katode u obodni žlijeb zvona, uzdiže se uzduž okomite željezne cijevi i prelijeva u spremnik. Nastali kalcij, zbog hlađenja u željezne cijevi, kristalizira i pada natrag u talinu te reagirajući s njom daje kalcijev klorid i natrij.
Prednost ovog postupka je u znatno nižoj cijeni natrijevog klorida u odnosu na natrijev hidroksid, što u tijeku procesa ne nastaje voda pa je i iskorištenje električne struje veće i što kao anodni proizvod nastaje klor koji se može upotrijebiti u druge svrhe.
Nedostatak ovog postupka je visoko talište natrijevog klorida pri čemu se, zbog isparavanja, gube velike količine izlučenog natrija, te je utrošak energije veći. Unatoč tome danas sve više prevladava postupak elektrolize otopine NaCl.
Danas se natrij uglavnom dobiva elektrolizom otopine natrijeva klorida (NaCl) sa živinom katodom zbog prenapona vodika na živi. U talini se nalaze Na+ i Cl– ioni. Pritom nastane amalgam natrija i žive. Iz njega se natrij odvaja destilacijom.
(tv(Hg) = 257 °C; tv(Na) = 883 °C).

Elektroliza se provodi u Downsovom uređaju za elektrolizu. Budući da je talište natrijeva klorida visoko (801 °C, dodaje se kalcijev klorid (w = 60%), čim se talište snizuje ZA (ne: na!) oko 60 °C. Na taj se način uštedi mnogo energije.
Na katodi se reducira natrij (Na+ + e– → Na), a na anodi se oksidira klor (2Cl– → Cl2 + 2e–). Cijela jednadžba reakcije glasi:
2 Na+ + 2 Cl– → 2 Na(s) + Cl2(g).
Downsova se ćelija sastoji od kotla načinjenog od vatrostalnih opeka (i nekih keramičkih dijelova), u koji s donje strane ulazi grafitna anoda.
Katoda u obliku željeznog valjka prstenasto okružuje anodu, koja je odozgo pokrivena zvonom od željeznog lima kroz koji se odvodi nastali plinoviti klor. Anodni i katodni prostor odvojeni su dijafragmom. Dobiveni tekući natrij odvodi se u poseban spremnik.

## Biološko značenje i uloga natrija
Natrij je esencijalni makroelement za većinu vrsta, uključujući čovjeka, tj. prijeko potreban svim živim organizmima. U ljudskom organizmu sastojak je izvanstanične tekućine. Prijenos kalijevih i natrijevih iona kroz staničnu membranu regulira tzv. Ionospecifična adenozin-trifosfatazna crpka, čime se njihov omjer u organizmu održava stalnim. Manjak natrija u organizmu, npr. Većim gubitkom tjelesne tekućine, može dovesti organizam u stanje opasno za život, dok suvišak natrija može uzrokovati povišeni krvni tlak.

U biološkim sustavima sudjeluje u održavanju kiselo-bazne ravnoteže, te u prenošenju živčanih podražaja.
Natrijevi spojevi, što se tiče sadržaja natrija, nisu opasni, ali prevelika količina NaCl u prehrani može biti toksična. Dnevni unos veći od preporučenih 2-3 g nije preporučljiv osobama sa srčanim problemima. Dnevno potrebna količina je od 2 do 15 mg. Ukupna masa elementa u 70 kg teškoj (prosječnoj) osobi je 100 g.
loni Na+ u izvanstaničnim tjelesnim tekućinama imaju važnu ulogu u organizmu jer održavaju osmotsku ravnotežu. Natrij se u organizam unosi hranom kao natrijev klorid, a njegovu koncentraciju u tijelu reguliraju bubrezi. Pomanjkanje iona Na+ u krvnoj plazmi (hiponatrijemija) uzrokuje dehidriranje, acidozu i atrofiju tkiva, a povećanje koncentracije iona Na+ (hipernatrijemija) dovodi do stvaranja edema i hipertenzije (stanje povišenog krvnog tlaka).

## Upotreba
Kao metal natrij se u metalurgiji gotovo uopće ne primjenjuje. Međutim, industrijska upotreba natrija osniva se na njegovim redukcijskim osobinama.
U elementarnome stanju rabi se poglavito (oko 80%) u organskoj kemijskoj industriji kao snažno redukcijsko sredstvo u proizvodnju boja – tetraetilolova (tzv. olovnog tetraetila) i tetrametilolova koji se koristi u standardnim olovnim benzinima (kao antidetonator, danas je uglavnom ekološki neprihvatljiv), sinteza indiga, različitih vitamina, silikona, barbiturata, mirisa, u polimerizaciji butadiena, izoprena, stirena, za dobivanje nekih svojih spojeva koji se ne mogu zgodno pripraviti na drugi način; natrijevog peroksida, natrijeva superoksida (Na2O2), amida (NaNH2), cijanida (NaCN), Hidrida (NaH), te pri mnogim drugim organskim reakcijama.

Upotrebljava se za dobivanje titanija redukcijom titanijevog(IV) klorida, a na sličan način i za dobivanje tantala, uranija, cirkonija, torija i berilija.

Također se koristi i kao katalizator plimerizacije, kondenzacije i sl., pripravi slitina (npr. legura NaK kao sredstvo za hlađenje, ledište -10 °C), za punjenje visokotlačnih žarulja s izbojem u parama natrija koje daju karakterističnu narančasto-žutu boju svjetla (dublet spektralnih linija približne valne duljine 589 nm), tzv. natrijske lampe/žarulje.

Radi male gustoće i viskoznosti taline natrija, relativno niskog tlaka para pri višim temperaturama i većeg toplinskog kapaciteta u tekućem stanju, natrij se upotrebljava kao prenosilac topline - za izmjenu topline, npr. kao sredstvo za hlađenje na visokim temperaturama u oplodnim nuklearnim elektranama i termoelektranama, te u podmorničkim i brodskim nuklearnim reaktorima.

## OPREZ!!!
- Natrij nije toksičan, ali zbog njegove zapaljivosti i zbog stvaranja lužine u dodiru s vlagom s njim se mora pažljivo rukovati. Izjeda kožu stvarajući opekline i duboke rane te je jako opasan za sluznicu i oči. Ako dođe u dodir s kožom, a još nije stvorio opekline, koža se mora dobro isprati alkoholom, nakon toga vodom i na kraju s vrlo razrijeđenom octenom kiselinom!
- Sve pokuse s njim, valja izvoditi u digestoru, i pri radu s natrijem rabe se zaštitne naočale i gumene rukavice.
- Posuda u kojoj natrij reagira s vodom mora biti okrugla da se natrij ne bi zaustavio u kutu posude, pri čemu se staklo može jako ugrijati i puknuti, ili natrij iskočiti.
- Požar izazvan natrijem gasi se pijeskom, suhom kuhinjskom soli, željeznom piljevinom, sodom, cementom ili grafitnom prašinom. Požar se nikako ne smije gasiti vodom niti vatrogasnim aparatima za gašenje požara s ugljikovim(IV) oksidom ili tetraklorugljikom jer natrij pri povišenoj temperaturi reagira s tim tvarima.

## Spojevi natrija i njihova uporaba
Natrij je u svojim spojevima jednovalentan (oksidacijski broj +1), kao i litij, izuzetno je monovalentan (energija potrebna za ionizaciju drugog elektrona devet je puta viša od prve energije ionizacije, a unutrašnja ljuska ima stabilnu 2s22p6 konfiguraciju).
Natrij se pojavljuje u mnogo minerala, ali se oni ne koriste kao izvor natrijevih spojeva.

Većina spojeva natrija bijele su boje ili bezbojni. Sve natrijeve soli, kao i kalijeve su dobro i lako topljive u vodi.
Mnogi spojevi važni su u tehnici, a neki od njih idu među najvažnije sirovine ili proizvode kemijske industrije.
Inače se soli natrija, osim nitrata, nitrita i nekih prirodnih spojeva kao što je boraks, obično izravno ili neizravno odvode od klorida. Broj spojeva natrija koji se izravno mogu pripremiti iz klorida ograničen je na soli nehlapljivih kiselina kao što su sulfatna i fosfatna. Za dobivanje drugih soli natrija klorid se obično prevede u hidroksid ili karbonat koji onda služe kao sirovina za dobivanje najvećeg broja ostalih natrijevih soli.
- Natrijev oksid (Na2O) nastaje izravnom reakcijom natrija i kisika (ako nije prisutan višak kisika), samo uz veliki suvišak natrija.
- Natrijev peroksid (Na2O2) je žućkasto-bijela do svijetlo-žuta masa ili krutina, po obliku slična koraljima. Nastaje zagrijavanjem tj. izgaranjem alkalijskog metala natrija na zraku, uz veliki suvišak kisika i manje natrija.
- Natrijev etoksid (C2H5ONa) se industrijski dobiva iz etilalkohola i natrijeva hidroksida, uklanjanjem vode azeotropnom destilacijom s benzenom. Laboratorijski se može pripraviti etanolom s natrijevim hidroksidom: C2H5OH + NaOH --> C2H5ONa + H2O
- Natrijev hidroksid (NaOH, kaustična soda, lužni kamen, kamena soda) je bijela neprozirna higroskopna kristalna kruta tvar, koji u prisutnosti malih količina primjesa poprima sivu boju. Higroskopan je (navlači vlagu iz zraka), a u vodi potpuno disocira.

Natrijev hidroksid je jedan od najčešće upotrebljavanih hidroksida u kemijskoj industriji. Jedan je od najvažnijih produkata velike anorganske kemijske industrije, i jedna je od najjačih baza i ima mnogostruku upotrebu. Najvažnije se troši u industriji umjetnih vlakana (rayon) i svile, u tekstilnoj industriji i kod raznih organskih sinteza.
- Natrijev karbonat (Na2CO3 x 10H2O, kristalna soda, kalcinirana soda) je bezbojan do bijeli kruti kristal koji se u prirodi nalazi kao mineral soda (Na2CO3 x 10H2O), trona, tennonatrit, gejlisit, personit i hanksit. Lako se otapa u vodi, a otopina natrijeva karbonata djeluje jako lužnata, zbog hidrolize, i nagriza tkiva.
- Natrijev karbonat bezvodni (Na2CO3, soda bez vode, soda) je higroskopan, a stajanjem na zraku reagira s CO2 i H2O stvarajući NaHCO3. Neutralizacijom natrijeve lužine ugljikovim(IV) oksidom nastaje natrijev hidrogenkarbonat (NaHCO3) ili natrijev karbonat (NaCO3), ovisno o odnosu množina reaktanata.

Natrijev karbonat je važna sirovina za kemijsku industriju i ima veliku primjenu u industriji stakla, boja, papira, celuloze, industriji umjetne svile, tekstila, sapuna, prašaka za pranje, deterdženata, sredstava za prskanje te za izbjeljivanje i štavljenje kože, za oplemenjivanje vune i pamuka, hidrolizu bjelančevina, dobivanje margarina, odjeljivanje soka iz šećerne repe, rabi se i za omekšivanje vode, itd.
- Natrijev hidrogenkarbonat (NaHCO3, soda bikarbona, jestiva soda, natrijev bikarbonat, E500b ili 500ii) je bijeli prah, slabo topljiv u vodi. Topljivost mu je 9.6 g u 100 mL H2O (20 °C). U prirodi se javlja kao mineral "trona" (Na2CO3NaHCO32 x H2O), topljiv je u vodi, a vodena otopina je slabo lužnata zbog hidrolize. Zagrijavanjem se ne tali nego raspada na Na2CO3, CO2 i H2O. Koristi se u pekarstvu kao osnovni sastojak u proizvodnji raznih praškova za dizanje tijesta i prašak za pecivo i pečenje, u kozmetici, u proizvodnji pjenušavih pića, u proizvodnji umjetnih mineralnih voda (soda voda), u proizvodnji tekstila, papira, keramike, kao punilo vatrogasnih aparata, itd.

Poznata su sva četiri natrijeva halogenida, ali je zbog velikih količina u kojima se javlja u prirodi najvažniji klorid.
- Natrijev klorid (NaCl, kuhinjska sol) je natrijeva sol klorovodične kiseline. Čist natrijev klorid je bezbojni ionski kristal slana okusa. Kuhinjska sol, kristalizira u bezbojnim kockicama, nekad u oktaedrima: najrašireniji spoj natrija, u morskoj soli ga ima oko 2,8-3%. U prirodi je dosta rasprostranjen. Nalazi se otopljen u morskoj vodi, u slanim izvorima i jezerima te kao kamena sol u velikim naslagama. U manjim količinama ima ga u svakom tlu. Natrijev klorid je komercijalno najvažniji spoj natrija, te je bazna je ili osnovna sirovina kemijske industrije, jer se iz njega, izravno ili neizravno dobivaju svi drugi natrijevi spojevi, te klor (i klorovodična kiselina).

Primjenjuje se u industriji kože, tekstila, papira, sapuna, porculana, stakla, itd.
- Natrijev klorit (NaOCl2) dobiven miješanjem klor-dioksida i natrijeva peroksida u vodenoj otopini jako je oksidacijsko sredstvo te se upotrebljava sve više za bijeljenje biljnih i umjetnih vlakana.
- Natrijev klorat (NaClO3) je jako higroskopan bezbojni kristal. Dobiva se elektrolizom vruće otopine natrijeva klorida. Upotrebljava se u papirnoj industriji celuloze najviše, kao oksidacijsko sredstvo, kao sredstvo za uništavanje korova, te služi i kao kemikalija za tretiranje opasnih voda.
- Natrijev perklorat (NaClO4 x H2O) su bezbojni higroskopni kristali, topljivi u vodi. Natrijev perklorat može se dobiti neutralizacijom natrijeva hidroksida s perklornom kiselinom.
- Natrijev hipoklorit (NaOCl) je tvar koja pri standardnim uvjetima dolazi u obliku bijelog praha. Natrijev hipoklorit se najčešće koristi za bjeljenje i dezinfekciju i upotrebljava u tehnici gotovo isključivo u obliku vodene otopine, zvane „Eau de Javelle“ ili „lug za bijeljenje“. Otopina NaOCl za bijeljenje se latinski naziva „Eau de Labaraque“. U tu svrhu se najčešće koriste otopine malih koncentracija. Koristi se i za tretiranje vode u bazenima, pri čemu sprječava razvoj bakterija i algi. U slobodnoj prodaji dolazi otopljen u vodi s natrijevim kloridom pod nazivom Varikina (ili Cekina) hrvatskog proizvođača Meteor d.d. Đakovo. Dobiva se elektrolizom otopine natrijeva klorida (bez dijafragme za odvajanje klora od lužine) ili uvođenjem klora u lužinu.
- Natrijev bromid (NaBr) služi u medicini kao sedativ, te u fotografiji. Talište mu je 747.0 °C, a topljivost 90.5 g u 100 mL H2O (20 °C).
- Natrijev jodat (NaI) upotrebljava se u fotografskoj industriji i kao jodni preparat u medicini.
- Natrijev fluorid (NaF), bijeli prah, razmjerno slabo topljiv u vodi, služi za konzerviranje drva, u industriji stakla i emajla, za dezinfekciju. Natrijev fluorid dobiva se djelovanjem otopine fluorovodika na natrijev hidroksid ili karbonat. To dobivanje skopčano je s poteškoćama zbog hidrolize fluorid-iona. Kiseli fluoridi tipa NaHF2 nastaju isparavanjem otopine koja sadrži višak otopine HF.
- Natrij jodat (NaI) upotrebljava se u fotografskoj industriji, kao jodni preparat u medicini i kao reagens u oksidimetrijskoj analizi. Dobiva iz matičnih lugova čilske salitre. Sirovina je za dobivanje jodnih preparata.
- Natrijev kromat (Na2CrO4 x 10H2O), žuti higroskopni kristali, služi za proizvodnju kromnih boja.
- Natrijev dikromat (bikromat; Na2Cr2O7 x 2H2O), crveni higroskopni kristali, jak oksidans, jeftiniji i u vodi lakše topljiv od kalij-bikromata te se stoga sve više upotrebljava mjesto njega u proizvodnji boja, kožarstvu, u proizvodnji kromnih boja, za bijeljenje, konzerviranje, itd.
- Natrijev sulfat dekahidrat (Na2SO4 x 10H2O, Glauberova sol, tenardit) bezbojan je kristal koji se u prirodi nalazi kao mineral glauberit (Na2Ca(SO4)2) i mirabilit (Na2SO4 x 10H2O, Glauberska sol). Lako se otapa u vodi iz koje, ispod temperature 32,4 °C, kristalizira kao dekahidrat koji se iznad te temperature otapa u vlastitoj kristalnoj vodi. Gubi kristalnu vodu pri 100 °C. Toplinski kapacitet joj je sedam puta veći od toplinskog kapaciteta vode. Nastaje kao sporedni produkt u proizvodnji kloridne kiseline djelovanjem sulfatne kiseline na natrijev klorid ili dvostrukom izmjenom natrijeva klorida s magnezijevim sulfatom.
- Bezvodni natrijev sulfat vrlo je higroskopan i upijanjem vlage prelazi u dekahidrat, a pri tom mu se obujam može povećati i više od četiri puta. Upotrebljava se u medicini kao purgativ (Glauberova sol), u industriji stakla, boja, pigmenata, ultramarina, u proizvodnji papira, za proizvodnju celuloze i sredstava za pranje, za bojenje i oplemenjivanje tekstila, za povećanje vodljivosti u galvanotehnici, za regeneraciju alkalnih ionskih izmjenjivača, pri razvijanju fotografskih materijala, te u sintezi natrijevih silikata (vodenog stakla), natrijevog sulfida, itd.
- Natrijev sulfid (Na2S x 9H2O) je higroskopne bezbojne (ili od tragova polisulfida žućkaste) kvadratične prizme koje se na zraku raskvase, u vodi se vrlo lako tope i mirišu na sumporovodik. Služi u kožarstvu za uklanjanje dlaka, u proizvodnji viskoze i sumpornih bojila, u fotografiji, za oplemenjivanje ruda i dr. Pripravlja se kuhanjem natrijeve lužine i dodavanjem sumpora. Može se također dobiti i ubacivanjem sode bikarbone ili NaOH u sumporastu kiselinu.
- Natrijev hidrosulfid (NaHS) koji nastaje uvođenjem sumporovodika u natrijsku lužinu služi u kožarstvu, u proizvodnji viskoze i različitih kemikalija koje sadržavaju sumpor.
- Natrijev tetrasulfid (Na2S4) dolazi u trgovinu kao tamnocrvena otopina, služi u kožarstvu, za proizvodnju insekticida i fungicida, sredstva za flotaciju, sumpornih boja, bojila za metale i sl.
- Natrijev bisulfat (natrijev hidrogen sulfat, NaHSO4) je kiselinska sol. Bezvodni oblik mu je higroskopan. To je suhi, zrnati proizvod koji se može sigurno isporučiti i pohraniti. Proizvodi se reagiranjem sumporne kiseline na natrijev hidroksid.
- Natrijev bisulfit (natrijev hidrogen sulfit, natrijev disulfit, NaHSO3, E 222), bezbojne sjajne prizme koje mirišu na sumporov dioksid i lako se otapaju u vodi. Dobiva se uvođenjem sumporovog dioksida u otopinu natrijevog karbonata. Upotrebljava se kao reduktivno sredstvo u proizvodnji boja, za bijeljenje, za konzerviranje namirnica - gdje ima najveću primjenu, u kožarstvu, u fotografiji, prilikom raznih dezinfekcijskih čišćenja i pročišćavanja, itd.
- Natrijev ditionit (Na2S2O4, natrijev hipodisulfit, natrijev hiposulfit), žućkasto-bijeli kristalni prah, lako topljiv u vodi i lužinama, vrlo jako reduktivno sredstvo. Upotrebljava se u proizvodnji boja i tisku tkanina (reducira indigo i indantrenske boje), za bijeljenje, za apsorpciju kisika u kotlovnoj vodi i pri kemijskoj analizi plinova; njegov adicijski spoj s formaldehidom je redukcijsko sredstvo - "rongalit".
- Natrijev tiosulfat (Na2S2O3 x 5 H2O, natrijev hiposulfit, antiklor), bezbojni prozirni kristali bez mirisa, topljivi u vodi. Otapa soli srebra te se stoga upotrebljava za ekstrakciju srebrovog klorida iz ruda, kao fiksirna sol u fotografiji, te kao reducens za klasične filmove, u kemijskoj analizi, u kožarstvu pri kromnom štavljenju, itd. Poznat je i pod nazivom “antiklor” jer se u tekstilnoj industriji rabi za uklanjanje klora (sprječava štetno djelovanje klora) preostalog na tekstilu nakon izbjeljivanja klorom. Klor je jako oksidacijsko sredstvo i oksidira tiosulfat u sulfat.
- Natrijev pirosulfit (Na2S2O5, natrijev metabisulfit), bezbojne prizme topljive u vodi, služi za sumporenje vina, za bijeljenje, dezinfekciju, konzerviranje i reduciranje.
- Natrijev silikat (NaSiO2, vodeno staklo) služi za impregniranje drva i papira.
- Natrijev nitrat (NaNO3, čilska salitra prirodna) bezbojan je higroskopan kristal, dobro topljiv u vodi i glicerolu, a slabije u etanolu, koji tvori higroskopne kockaste romboedre. Uz prirodnu čilsku salitru, često se nalazi jod kao primjesa. Zagrijavanjem se raspada i smjesama daje intenzivnu žutu boju plamena (koja dominira nad većinom ostalih boja). U prirodi se u velikim količinama nalazi u Čileu, a u manjim količinama u Egiptu, Maloj Aziji, Kolumbiji i Kaliforniji. Veće koncentracije natrijevog nitrata otrovne su za ljude i životinje, a tlo zagađuje.
- Natrijev nitrit (NaNO2) je najpoznatiji nitrit. Otrovan je, i dobiva kao nusproizvod pri proizvodnji nitratne kiseline. Koristi se u organskoj sintezi pri dobivanju diazonijevih soli, kod termičke obradbe željeza, služi u industriji bojila, u industriji žarulja, namirnica, itd.
- Natrijev tetraborat (Na2B4O7 ili Na2B4O5(OH)4 x 8H2O, boraks, natrijev tetraborat) rabi se u industriji stakla, emajla i deterdženata.
- Natrijev perborat (NaBO2 x H2O2 x 3H2) - oksidans, sastojina je prašaka za pranje (sredstvo za izbjeljivanje).
- Natrijev amid (NaNH2) je bezbojna staklasta kristalna masa. Nastaje kad se suhi amonijak prevodi preko rastaljenog natrija. Služi kao kondenzacijsko sredstvo u organskoj sintezi i kao međuproizvod za proizvodnju vrlo otrovnog natrij-cijanida (NaCN) koji se upotrebljava za izluživanje zlata iz ruda, kao sastojina elektrolita za galvanske kupelji, za uništavanje štetočina, za odstranjivanje dlaka s kože, u organskim sintezama i dr.
- Natrijev arsenat (NaHAsO4 x 7H2O), bezbojne monoklinske prizme topljive u vodi i glicerolu, slabo u alkoholu, upotrebljava se kao pesticid u voćarstvu i za proizvodnju drugih pesticida.
- Natrijev arsenit (Na2HAsO3), bezbojni kristali, u vodi dobro, u alkoholu slabo topljivi, služi u pesticidnima i medicinskim preparatima, vodena otopina služi za skidanje kore s drveta.
- Natrijev antimonijat (Na[Sb(OH)6]), jedina je natrijska sol koja se teško topi u vodi.
- Natrijev ferocijanid (Na[Fe(CN)6] x 10H2O), žuti monoklinski kristali topljivi u vodi. Upotrebljava se za proizvodnju pigmenata, u metalurgiji, u fotografiji, itd.
- Natrijev formijat (HCOONa), bezbojne kristalne prizme ili ploče, koje se na zraku raskvase, a u vodi lako tope, proizvodi se djelovanjem ugljikova monoksida na natrijev hidroksid pod tlakom. Služi za proizvodnju oksalne kiseline, kao zamjena za natrij-acetat, u kožarstvu i dr.
- Natrijev acetat (CH3COONa x 3H2O, C2H3NaO2, natrijev etanoat) je sol octene kiseline koja u vodi potpuno disocira i jedan od poznatijih organskih spojeva natrija. To su kristali bez boje i mirisa, lako topljivi u vodi.

U kemijskoj industriji je međuproizvod pri proizvodnji mnogih kemikalija. Upotrebljava se u bojadisarstvu, u kožarstvu kod čišćenja i bojanja kože, industriji kaučuka, tekstilnoj industriji, pri galvanizaciji, za konzerviranje mesa, itd.
- Natrijev glutamat (HOOC x CH(NH2)(CH2)2COONa), bijeli kristalni prah, topljiv u vodi i alkoholu. Koristi se kao začin; sam je bez okusa, ali zbog senzibilizacije usnih papila čini okus hrane jačim i jasnijim, te se stoga dodaje kao začin hrani, u Kini se odavna dobiva iz morske trave; danas se proizvodi iz glutena pšenice i soje, ili iz melase.
- Natrijev alginat dobiva se iz morskih alga u obliku praha; s vodom bubri te se upotrebljava u industriji namirnica, kozmetici, farmaceutskoj industriji, itd., kao sredstvo za zgušnjavanje ili emulgiranje.
- Natrijev citrat (2Na3C6H5O7 x H2O), bezbojni rompski kristali lako topljivi u vodi, teško u alkoholu, služi u medicini i fotografiji, kao zamjena za kuhinjsku sol u dijetnoj prehrani, u galvanskim kupkama, kao dodatak krvi za transfuziju.
- Natrijev salicilat (C6H4(OH)COONa), bijele ljuske ili kristalni prah, topljiv u vodi i alkoholu, služi kao lijek protiv groznice i reumatizma.
- Natrijev stearat (C17H35COONa), bijeli listići topljivi u vodi i alkoholu, sastojina tvrdih sapuna, upotrebljava se u kozmetici, za impregniranje tkanina da ne propuštaju vodu.
- Natrijev hidrid (NaH) je ionski spoj, kao i ostali hidridi metala prve skupine. Nastaje izravnom sintezom elemenata. To je sol s kristalnom strukturom natrijeva klorida. Hidridi alkalijskih metala kristaliziraju u kubičnom sustavu, a imaju strukturu natrijeva klorida. Jako je redukcijsko sredstvo pa reakcijom s vodom oslobađa vodik.
- Natrijev cijanid (NaCN) služi za izluživanje zlata i srebra iz ruda (cijanizacija), za galvanske kupelji, uništavanje štetnika, u organskim sintezama i dr.
- Natrijevi fosfati i polifosfati sastojci su deterdženata, ali im je uporaba zbog štetnoga djelovanja na okoliš ograničena.

Natrijevi fosfati sredstva su za čišćenje (normalni natrijev fosfat, Na3PO4 i natrijev dihidrogenfosfat, NaH2PO4), omekšivači vode (Na3PO4, natrijev metafosfat, NaPO3), dodatci hrani (natrijev hidrogenfosfat, Na2HPO4, sastojak pudinga i emulgator pri proizvodnji sira) i dr.
Imenom natrijev fosfat redovito se označuje sekundarni ortofosfat (Na2HPO4 x 12H2O), bezbojne monoklinske prizme ili ploče koje na zraku vjetre (gube kristalnu vodu) i topljive su u vodi.
Služi u tehnici za otežavanie svile, za glazure, protupožarne impregnacije tekstila, za proizvodnju drugih fosfata, u bojadisarstvu.
Polimeri natrijevog metafosfata (Grahamove soli, NaPO4), tvore fosfatna stakla od kojih se jedno pod imenom "Calgon" upotrebljava za mekšanje vode, kao dodatak pri tekstilu, u proizvodnji papira, štavila, fotografskih razvijača i dr.
Za mekšanje vode, sredstva za pranje, za odmašćivanje metala i sl. upotrebljava se također natrijev pirofosfat (Na4P2O7 x 12H2O), polifosfat (Na3P3O10), tercijarni natrij fosfat (N3PO4) i metasilikat (Na2SiO3).
- Karlsbadska sol je smjesa natrijeva sulfata (Na2SO4), natrijeva klorida (NaCl), natrijeva hidrogenkarbonata (NaHCO3), te kalijeva sulfata (K2SO4). Dobiva se i prirodnim putem, isparavanjem mineralne vode poznatog češkog kupališta Karlovy Vary (njem. Karlsbad), jer je po sastavu slična smjesi soli otopljenih u mineralnoj vodi iz lječilišta. Bijeli je prašak slanogorka okusa. Poznata je medicinska sol, pa se koristi kao odlično sredstvo za čišćenje, a primjenjuje se kao laksans u dozi od 5 do 15 g.
- Natrijev benzoat (NaC6H5CO2, E211) se koristi kao konzervans. Topljivost mu je 66.0 g u 100 mL H2O (20 °C).
- Natrijev plumbat je otopina i pripravlja se od olovova(II) oksida (PbO), koji se koristi za uklanjanje sumpora iz benzina.
- Natrijev bentonit prirodni dolazi u obliku kuglica i zapakiran u staniolfoliju, pod trgovačkim nazivom „Plusgran V“ ili „Bistrina“. Prodaje se u poljoprivrednoj ljekarni.